# Сошненська сільська рада (Пінський район)
Сошненська сільська́ ра́да (біл. Сошненскі сельсавет) — адміністративно-територіальна одиниця у складі Пінського району Берестейської області Білорусі. Адміністративний центр — село Сошно.

## Склад
Населені пункти, що підпорядковувалися сільській раді станом на 2009 рік:
| Населений пункт | Тип  | Населення, осіб (2009) |
| --------------- | ---- | ---------------------- |
| Бокиничі        | село | 178                    |
| Дубновичі       | село | 232                    |
| Єрмаки          | село | 11                     |
| Сошно           | село | 681                    |
| Староселля      | село | 35                     |

## Населення
За переписом населення Білорусі 2009 року чисельність населення сільської ради становила 1137 осіб.

### Національність
Розподіл населення за рідною національністю за даними перепису 2009 року:
| Національність            | Осіб | Відсоток |
| ------------------------- | ---- | -------- |
| білоруси                  | 1082 | 95,16 %  |
| українці                  | 30   | 2,64 %   |
| росіяни                   | 22   | 1,93 %   |
| національність не вказана | 2    | 0,18 %   |
| румуни                    | 1    | 0,09 %   |
| Разом                     | 1137 | 100 %    |